# Jay Strongbow
Joseph Luke Scarpa, noto con lo pseudonimo Chief Jay Strongbow (Nutley, 4 ottobre 1928 – Griffin, 3 aprile 2012), è stato un wrestler statunitense.
Scarpa sul ring interpretava la gimmick dell'indiano nativo americano, con tanto di copricapo piumato e ascia da guerra.

## Carriera

### National Wrestling Alliance (1947–1970)
La carriera di Strongbow ebbe inizio nel 1947 combattendo con il nome "Joltin" Joe Scarpa. Scarpa divenne molto popolare in Georgia e Florida nelle zone coperte dalla National Wrestling Alliance durante gli anni cinquanta e sessanta, aggiudicandosi svariati titoli in qualità di beniamino del pubblico.

### World Wide Wrestling Federation (1970–1977)

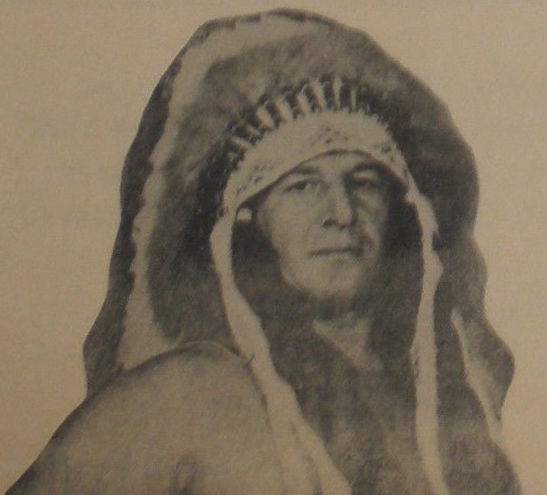
Chief Jay Strongbow, 1970

Nel 1970, Scarpa iniziò a lavorare per Vincent J. McMahon nella World Wide Wrestling Federation utilizzando il ring name "Chief" Jay Strongbow, un capo tribù indiano. In WWWF ebbe diversi feud con wrestler quali "The Golden Greek" Spiros Arion, "Handsome" Jimmy Valiant, e "Superstar" Billy Graham, sfiorando la conquista del titolo WWWF World Heavyweight Championship. Un memorabile match contro "Iron" Mike McCord vide Strongbow applicare la sua presa per addormentare su McCord. Ma Lou Albano, manager di McCord, interferì colpendo Strongbow sulla fronte con un oggetto. McCord venne squalificato, ma Strongbow rimase infortunato dal colpo ricevuto da Albano. Strongbow risolse la contesa vendicandosi davanti a una folla da tutto esaurito al Madison Square Garden, sconfiggendo sonoramente Captain Lou Albano.
Nel 1975, ebbe inizio un altro feud con Spiros Arion. Arion, popolare ed apparentemente imbattibile face, ritornò in WWWF dopo una lunga attesa facendo coppia con Strongbow. Arion tradì Strongbow, distruggendo il suo copricapo indiano mentre egli, impotente, osservava imprigionato tra le corde del ring. Diventato uno dei "cattivi", Arion sconfisse Strongbow in diversi match che li videro affrontarsi per poi sfidare Bruno Sammartino per il titolo mondiale.

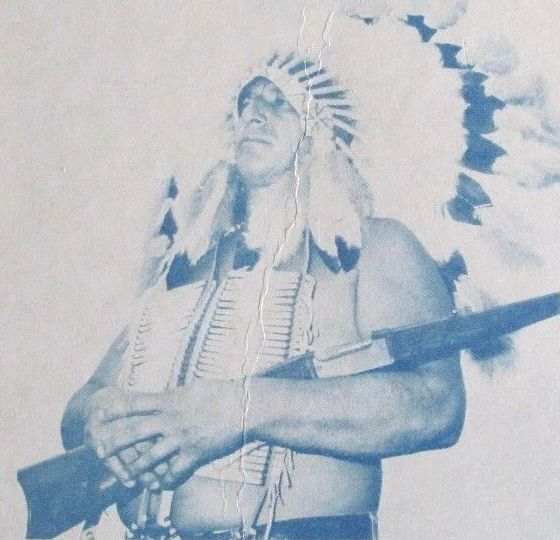
"Grande Capo" Jay Strongbow, 1976

Strongbow vinse il suo primo WWWF World Tag Team Championship il 22 maggio 1972 in coppia con Sonny King. I due sconfissero Baron Mikel Scicluna & King Curtis Iaukea. Strongbow & King detennero le cinture di campioni di coppia per un mese prima di perderle contro Mr. Fuji & Professor Toru Tanaka il 27 giugno.
Quattro anni e mezzo dopo, il 7 dicembre 1976, Strongbow vinse il suo secondo WWWF World Tag Team Championship, questa volta insieme a Billy White Wolf. Il team vinse i titoli nel corso di un torneo a tre, sconfiggendo The Executioners e Nikolai Volkoff & Tor Kamata. Il loro regno durò fino all'agosto 1977 quando le cinture furono rese vacanti a causa di un infortunio rimediato da White Wolf per mano di Ken Patera, che gli impedì di difendere il titolo.

### Big Time Wrestling (1977)
Strongbow lottò anche nella Big Time Wrestling di The Sheik a Detroit. Qui ebbe una faida memorabile con "Bulldog" Don Kent, che culminò in uno "Shark Cage Match" nel 1977. Strongbow e Kent lottarono all'interno di una piccola gabbia per squali, dove il primo ad uscire sarebbe stato dichiarato vincitore. Grazie a un piccolo aiuto da parte di Mark Lewin, Strongbow riuscì a fuggire dalla gabbia vittorioso.

### World Wrestling Federation (1979–1983)
Nel 1979, fu la volta di una faida con Greg "The Hammer" Valentine, che spezzò una gamba a Strongbow. I due wrestler si affrontarono diverse volte in WWF, incluso un violento "Indian Strap Match" svoltosi al Madison Square Garden il 30 luglio 1979.
Nel 1982, Strongbow formò un tag team con il fratello (kayfabe) Jules Strongbow. Il 28 giugno i fratelli Strongbow vinsero i titoli di coppia battendo Mr. Fuji & Mr. Saito a New York. Durante il match, l'arbitro speciale Ivan Putski effettuò il conteggio di tre vincente, ma non vide il piede di Fuji appoggiato sulle corde. Il 13 luglio durante una puntata di Championship Wrestling, gli Strongbow persero le cinture riconsegnandole a Fuji & Saito, ma il 26 ottobre, i fratelli indiani risconfissero Fuji & Saito vincendo il secondo WWF Tag Team Championship. L'8 marzo 1983, a Championship Wrestling, i fratelli Strongbow persero i titoli contro i Wild Samoans (Afa & Sika). Dopo aver fallito la riconquista dei titoli, la coppia si sciolse.

### Ritiro (1985–1994)
Strongbow si ritirò nel 1985, ma di tanto in tanto fece qualche comparsata sul ring, come in occasione di una celebre Legends Battle Royal a East Rutherford, nel New Jersey, nel 1987. Dopo il ritiro, Strongbow divenne un road agent per la WWF. Inoltre prese parte nel 1994 a una storyline nella quale faceva da mentore a Tatanka. Strongbow fu introdotto nella WWF Hall of Fame da Tatanka nel 1994. L'ultima presenza di Strongbow in WWE si ebbe in occasione di una breve apparizione a Monday Night Raw il 17 novembre 2008, quando Stephanie McMahon lo introdusse al pubblico di Atlanta.

## Morte
Scarpa cadde in casa alla fine del 2011 e fu ricoverato in ospedale a Griffin, Georgia. Non si riprese mai dalla caduta e morì il 3 aprile 2012 all'età di 83 anni. Dopo i funerali, ricevette sepoltura presso il Cimitero della Chiesa Battista di Sant'Elmo ad Omaha, Georgia.

## Personaggio

### Mosse finali
- Indian deathlock
- Sleeper hold
- Tomahawk Chop

## Titoli e riconoscimenti
- Championship Wrestling from Florida
  - NWA Brass Knuckles Championship (Florida version) (2)
  - NWA Florida Heavyweight Championship (1)
  - NWA Southern Tag Team Championship (Florida version) (3) - con José Lothario
  - NWA World Tag Team Championship (Florida version) (1) - con Don Curtis

- Gulf Coast Championship Wrestling
  - NWA Gulf Coast Heavyweight Championship (1)
  - NWA Southern Tag Team Championship (Gulf Coast version) (2) - con Lee Fields

- NWA Mid-America
  - NWA Mid-America World Tag Team Championship (3) - con Lester Welch (2) e Alex Perez (1)

- Mid-South Sports
  - NWA Georgia Heavyweight Championship (1)
  - NWA Macon Tag Team Championship (1) - con El Mongol
  - NWA World Tag Team Championship (Georgia version) (1) - con Don Curtis

- Pro Wrestling Illustrated
  - PWI Most Popular Wrestler of the Year (1973)
  - PWI Most Inspirational Wrestler of the Year (1979)
  - 214º tra i 500 migliori wrestler singoli nella "PWI Years" (2003)

- Professional Wrestling Hall of Fame and Museum
  - (Classe del 2009)

- World Wrestling Council
  - WWC Caribbean Heavyweight Championship (1)

- World Wide Wrestling Federation/World Wrestling Federation
  - WWWF World Tag Team Championship/WWF Tag Team Championship (4) - con Sonny King (1), Billy White Wolf (1), e Jules Strongbow (2)
  - WWF Hall of Fame (1994)